# Atractus pantostictus
Espèce
Atractus pantostictus est une espèce de serpents de la famille des Dipsadidae.

## Répartition
Cette espèce est endémique du Brésil. Elle se rencontre dans le Cerrado entre 200 et 1 200 m d'altitude dans les États de São Paulo, du Minas Gerais, du Goiás et du Tocantins et dans le District fédéral.

## Publication originale
- Fernandes & Puorto, 1993 : A new species of Atractus from Brazil and the status of A. guentheri (Serpentes: Colubridae). Memórias do Instituto Butantan, São Paulo, vol. 55, Suppl. 1, p. 7-14.